# Óriáspolip
Az óriáspolip (Enteroctopus dofleini, korábban Octopus dofleini) a fejlábúak (Cephalopoda) osztályának Octopoda rendjébe, ezen belül az Enteroctopodidae családjába tartozó faj.

## Előfordulása
Az óriáspolip a Csendes-óceán északi vizeiben él, a Japán-tengertől keleti irányban Alaszkáig húzódik állománya, míg déli irányban Kaliforniáig található meg.

## Megjelenése
Az óriáspolip hossza általában 16 láb (kb. 4,9 méter), de kivételesen 30 láb (kb. 9,1 m) is lehet. Testtömege jellemzően 110 font (kb. 50 kilogramm) körül mozog, bár lemértek már 600 fontos (kb. 272 kg) példányt is. A kutatások szerint a nagyobb példányok mélyebb vizekben élnek, mint kisebb fajtársaik. Az óriáspolipnak nyolc karja van, melyekkel meg tudja ragadni, szét tudja feszíteni vagy össze tudja nyomni a zsákmányát. Karonként 280 tapadókorongja van. Nagyon jól tudja magát álcázni, így megtévesztve zsákmányát. A tapadókorongokat a préda megragadására és a sziklákon való megkapaszkodásra használja az állat. A korongok körüli érzéksejtek informálják a polipot a megérintett tárgy tulajdonságairól. Zsákmányát a szájába tömi, és rejtett csőrével megharapja, és mérgével megbénítja. Miután elég táplálékot szerzett magának, visszavonul lakhelyére, és ott elfogyasztja azokat. A tölcséren (szifó) keresztül szívja be az állat a légzéshez szükséges vizet, amelyet kiprésel, és az így keletkező ellenerővel hajtja magát előre. Papagájcsőr alakú erőteljes állkapcsával az óriáspolip képes feltörni a rákok páncélját. A réztartalmú kék vért három szív pumpálja körbe az állat testében, de egyiknek sem nagy a teljesítőképessége. A polipoknak ezért nem jó az állóképességük, és nem bírják a hosszúra nyúló küzdelmeket sem. Magas intelligenciával rendelkezik, fánkszerű agyának köszönhetően.

## Életmódja
Az óriáspolip magányos lény, és a tengerfenéken él. Tápláléka rákokból, puhatestűekből, olykor halakból áll. Egy kifejlett példány akár egy kisebb méretű cápát is el tud fogyasztani. Ellenségei elől úgy menekül, hogy álcázza magát, gyorsan elúszik, kiüríti a tintazacskót vagy színt változtat. Az óriáspolip általában 3-4, de néha 5 évig is élhet.
A Rhombozoa törzsbeli Dicyemennea abreida, Dicyemennea nouveli, Dicyemodeca anthinocephalum, Dicyemodeca deca és Dicyemodeca dogieli élősködnek az óriáspolipban.

## Szaporodása
Az ivarérettséget nagyjából egyéves korban éri el. Párzás közben a hím spermatofórákat (hímivarsejtcsomagokat) pumpál egy különlegesen kiképzett párzókaron (hectocotylus) át a nőstény köpenyüregébe, hogy megtermékenyítse a petéket. A nőstény 100 000 petét rak. A petéket hat hónapon át gondozza. A kis óriáspolipok kikelésükkor négy grammosak, és hét hónap alatt egy kilogrammosra nőnek. Miután kikeltek a polipok, az anyapolip elpusztul. A hímek már a párosodás után elpusztulnak.